# 13500 Viscardy
13500 Viscardy este o planetă minoră (asteroid) din centura de asteroizi. A fost descoperită pe 6 august 1987 la Caussols de centre de recherches en géodynamique et astrométrie⁠(d) și a fost numită după Georges Viscardy⁠(d). 
Obiectul prezintă o orbită caracterizată de o semiaxă mare de 2,7750259 UAi, o excentricitate de 0,07, o înclinație de 7,49888 ° în raport cu ecliptica.